# Фенски, Хорст-Арно
Хорст-Арно Фенски (нем. Horst-Arno Fenski; 3 ноября 1918, Кёнигсберг — 10 февраля 1965, Гамбург) — немецкий офицер-подводник, обер-лейтенант, кавалер Рыцарского креста Железного креста (1943).

## Биография
29 июня 1938 года поступил на службу в ВМФ кадетом. 1 апреля 1939 года произведен в фенрихи, 1 мая 1940 года — в лейтенанты.

## Вторая мировая война
В течение полугода служил на линейном корабле «Гнейзенау», а в апреле 1940 года был переведен в подводный флот. В 1941 году — 1-й вахтенный офицер на подлодке U-752.
С 16 июня 1942 года — командир учебной подлодки U-34 (в боевых действиях участия не принимал).
5 февраля 1943 года назначен командиром подлодки U-410, на которой совершил 5 походов (проведя в море в общей сложности 137 суток).
Основным районом действий Фенски стало Средиземное море.
26 ноября 1943 года награждён Рыцарским крестом Железного креста.
В феврале 1944 года Фенски потопил британский крейсер «Пенелопа» водоизмещением 5270 тонн.
В марте 1944 года его лодка была потоплена американской авиацией, но экипажу удалось спастись.
5 апреля 1944 года принял лодку U-371, с которой вышел в единственный поход, завершившийся через 12 суток, 4 мая 1944 года, когда лодка получила тяжелые повреждения и была вынуждена всплыть и большая часть экипажа (в том числе и Фенски) была взята в плен американцами.
Всего за время военных действий Фенски потопил 9 кораблей и судов общим водоизмещением 53 649 брт и повредил 3 судна водоизмещением 9634 брт. В 1946 году освобожден.